# Ernst Wallfisch
Ernst Wallfisch (27 de mayo de 1920 en Fráncfort del Meno - 8 de mayo de 1979 en Northampton, Massachusetts) fue un destacado solista de viola, artista de grabación y pedagogo, recordado principalmente junto con su esposa, la pianista Lory Wallfisch, como integrantes del Duo Wallfisch.

## Trayectoria
Nacido en una familia de músicos, Ernst Wallfisch emigró a Bucarest en 1926. Allí estudió violín con Cecilia Nitzulescu-Lupu en el Conservatorio de Bucarest. Sintió una fuerte atracción por el sonido de la viola y volvió su atención al instrumento a la edad de 14 años e hizo su muy elogiado debut con la viola a los 18.  En el Conservatorio conoció al gran violinista-compositor George Enescu, quien fue una de sus mayores fuentes de inspiración,  y también a su esposa Lory, una pianista con la que comenzó a tocar durante la Segunda Guerra Mundial. Se casaron en noviembre de 1944. 
Yehudi Menuhin escuchó al dúo actuar en Bucarest en mayo de 1946 con motivo de su primer viaje a Rumania. Menuhin se sintió profundamente conmovido por su forma de tocar y ayudó a la pareja a emigrar a los Estados Unidos. Se convirtieron en ciudadanos estadounidenses en 1953 y tuvieron a su único hijo, el músico Paul Wallfisch, en 1962.
Ernst Wallfisch fue miembro del Cuarteto Pro Música y de la Orquesta Filarmónica de Bucarest antes de su emigración, más tarde fue miembro de la Orquesta Sinfónica de Dallas, la Orquesta de Cleveland y viola principal de la Orquesta Sinfónica de Detroit de 1953 a 1955. Con el Duo Wallfisch, actuó en los Estados Unidos, Canadá, América del Sur, Europa, África del Norte e Israel. Pablo Casals le proporcionó otra influencia e inspiración duradera, que culminó con colaboraciones de música de cámara en varios Festivales Pablo Casals en Prades entre 1955 y 1961. Como pedagogo de viola, enseñó en la Universidad del Mozarteum de Salzburgo y en el Conservatorio de Lucerna. Tanto Ernst como Lory Wallfisch se unieron a la facultad de música del Smith College en Northampton, Massachusetts en 1964. Ernst Wallfisch murió repentinamente de un infarto  en 1979.
Wallfisch también fue un maestro de la viola da gamba, que incluso realizó grabaciones en este instrumento.
Lory Wallfisch donó la colección de música para viola de su esposo, aproximadamente 300 artículos, al Archivo Internacional de Viola Primrose en la Universidad Brigham Young.

## Discografía

### Obras para viola
- Ernst y Lory Wallfisch en el Pablo-Casals-Festival Prades – Ernst Wallfisch (viola); Lory Wallfisch (piano); Registros de Bayer; BR 200050 (1996)

Felix Mendelssohn : Sonata en do menor para viola y piano (1823–1824)
Johannes Brahms : Sonata en fa menor para viola y piano, Op.120 No.1
Robert Schumann : Märchenbilder para viola y piano, Op.113 (1851)
- Ernest Bloch : Werke für Bratsche und Klavier (Obras para viola y piano) – Ernst Wallfisch (viola); Lory Wallfisch (piano); EBS (1995)

Suite para viola y piano (1919)
Meditación y Procesional para viola y piano (1951)
Suite Hébraïque para viola y piano (1951)
Suite para viola solo (1958)
- Ernst Wallfisch In Memoriam – Bayer-Records; BR 200 028 (1993)

Johann Baptist Wanhal : Concierto en do mayor para viola y orquesta; Jörg Faerber ; Württembergisches Kammerorchester Heilbronn ; grabado en 1972
Niccolò Paganini : Sonata per la Gran' Viola en do menor para viola y orquesta (1834); Franz Allers; Filarmónica Alemana del Noroeste ; grabado en 1976
Carl Maria von Weber : Variaciones sobre "A Schüsserl und a Rein'dl'" en do mayor para viola y orquesta (1806); Wilhelm Brückner-Rüggeberg; NDR-Sinfonieorchester Hamburgo ; grabado en 1976
Carl Maria von Weber: Andante e rondo ongarese en do menor para viola y orquesta, Op.35 (1809); Wilhelm Brückner-Rüggeberg; NDR-Sinfonieorchester Hamburgo ; grabado en 1964
Gian Francesco Malipiero : Diálogo N°5 "Cuasi Concierto" para viola y orquesta (1956); Sergiu Comisión ; Orquesta Sinfónica de Jerusalén ; grabado en 1959
- Música de cámara Hindemith vol. 6 – Ernst Wallfisch (viola); Lory Wallfisch (piano); Sociedad del Patrimonio Musical OR H-294 (1971)

Sonata para viola sola, Op.11 No.5
Sonata para viola y piano (1939)
- Hummel y Haydn – Ernst Wallfisch (viola); Lory Wallfisch (clavecín); Jörg Faerber; Württembergisches Kammerorchester Heilbronn ; Cambio Vox 34079S

Johann Nepomuk Hummel : Fantasía en sol menor para viola, 2 clarinetes y orquesta de cuerdas, Op.94
Michael Haydn : Concierto en do mayor para viola, clavecín y orquesta de cuerdas
- Lory et Ernst Wallfisch – Ernst Wallfisch (viola y violín); Lory Wallfisch (piano y clavecín); INA Mémoire Vive; IMV029 (1998)

Charles Koechlin : Sonata para viola y piano, Op.53 (1911-1913); grabado en 1957
Darius Milhaud : Sonata n.º 2 para viola y piano, Op.244 (1944); grabado en 1979
Marcel Mihalovici : Textos para viola y piano, Op.104 (1975); grabado en 1979
Jean-Joseph de Mondonville : Sonata Concierto n.º 6 en la mayor para violín y clavecín; grabado en 1979
- Lory Wallfisch recuerda: un festival de música rumana – Ernst Wallfisch (viola); Lory Wallfisch (piano); EBS 6146

George Enescu : Piesă de concert (Obra de concierto) para viola y piano (1906)
Mihail Jora : Sonata para viola y piano, Op.32 (1956)
- Música para viola y piano – Ernst Wallfisch (viola); Lory Wallfisch (piano); Sociedad del Patrimonio Musical; MHS 1562

Felix Mendelssohn : Sonata en do menor para viola y piano (1823-1824)
Joseph Joachim : Variationen über ein eigenes Thema para viola y piano, Op.10 (1854)
- Stamitz Concerti – Suzanne Lautenbacher (violín); Ernst Wallfisch (viola); Jörg Faerber; Württembergisches Kammerorchester Heilbronn ; Cambio de rumbo Vox TV34221

Carl Stamitz : Concierto en re mayor para viola y orquesta, Op.1, n.º 1
Carl Stamitz : Sinfonía Concertante en re mayor para violín, viola y orquesta (1780-1782)
- Suite y Conciertos Telemann – Ernst Wallfisch (viola y viola da gamba ); Ulrich Koch (viola); Jörg Faerber; Württembergisches Kammerorchester Heilbronn ; Cambio de rumbo Vox TV 34288

Concierto en sol mayor para viola y orquesta de cuerdas, TWV 51:G9
Concierto en sol mayor para 2 violas y orquesta de cuerdas, TWV 52:G3
Suite en re mayor para viola da gamba y orquesta de cuerdas

### Obras de cámara
- Festival Casals de Prades: Conciertos en vivo – Programa Música y Artes (2003)

Wolfgang Amadeus Mozart : Cuarteto con piano n.º 2 en mi ♭ mayor, K.493; Yehudi Menuhin (violín), Ernst Wallfisch (viola), Pablo Casals (violonchelo), Mieczysław Horszowski (piano)
- Sextetos de cuerda de Johannes Brahms : Yehudi Menuhin, Robert Masters (violines), Cecil Aronowitz, Ernst Wallfisch (violas), Maurice Gendron, Derek Simpson (violonchelo); Clásicos de EMI

Sexteto de cuerda n.º 1 en si ♭ mayor, Op.18
Sexteto de cuerda n.º 2 en sol mayor, Op.36
- Max Reger - Kammermusik Vol.4 - Ernst Wallfisch (viola), Lory Wallfisch (piano), Philipp Naegele (violín) - Da Camera Magna 77 504 CD

Suite para viola sola n.º 1 en sol menor, Op.131d/1 (1916)
Suite para viola sola n.º 2 en re mayor, Op.131d/2 (1916)
Suite para viola sola n.º 3 en mi menor, Op.131d/3 (1916)
Trío con piano n.º 1 en si menor, Op.2 (1891) con viola